# The Grand Old Flag
The Grand Old Flag è un cortometraggio muto del 1913 diretto da Henry McRae.

## Trama
A Cuba, don Lopez si mantiene fedele al re e alla corona finché la crudeltà di Weyler non lo induce a schierarsi con i ribelli, rifornendoli di armi e di denaro. El Donza, un agente segreto del governo spagnolo, corteggia Ametza, la bellissima figlia di don Lopez che si lascia conquistare dai suoi modi eleganti e gentili.
Un grande tempesta porta su una spiaggia di Cuba, che si trova nelle vicinanze della casa di don Lopez, due soldati di ventura americani. Ametza li trova e li soccorre ma ciò provoca la gelosia di El Donza, che giura di vendicarsi dopo che uno di loro, Harold Logan, lo batte in un combattimento. Con i suoi spagnoli, attacca la casa di don Lopez e Ametza riesce a salvare Harold. Suo padre e la sorella, però, cadono vittime della vendetta di Donza.

## Produzione
Il film fu prodotto dalla Bison Motion Pictures. Venne girato a Cuba.

## Distribuzione
Distribuito dall'Universal Film Manufacturing Company, il film - un cortometraggio in due bobine - uscì nelle sale cinematografiche statunitensi il 10 giugno 1913.